# Datowanie metodą argonową
Metoda argonowa (Ar-Ar) – metoda stosowana do datowania skał o wieku setek tysięcy lub milionów lat. Technika radiometryczna będąca rozwinięciem metody potasowo-argonowej, polegająca na przekształceniu potasu 39 w argon 39 przez napromieniowywanie neutronami i pomiarze ilości izotopów argonu (39Ar-40Ar) w próbkach mineralnych.

## Podstawowe założenia metody
Datowanie argonowe jest rozwinięciem metody K-Ar, pozwalającym na określanie wieku próbki w jednym pomiarze, a nie jak w metodzie potasowo-argonowej, w której pomiar ilości potasu odbywa się z innej próbki niż argonu, przez co możliwe jest uzyskanie dokładniejszych wyników z mniejszych próbek, co zwiększa wiarygodność ustalonej daty i umożliwia określenie wieku późniejszych skał.
Próbka jest napromieniana szybkimi neutronami w reaktorze jądrowym. Wraz z badaną próbką naświetlane są próbki o znanej zawartości izotopów wapnia potasu i chloru. Napromieniowywanie wytwarza jądra argonu, znaczenie dla badania mają transmutacje: 36Ar z 40Ca, 37Ar z 40Ca, 38Ar z 37Cl, 39Ar z 42Ca, 42Ca, 43Ca i 39K, 40Ar z 40K i 41K. Nie dodaje się 38Ar. Mierzy się ilości izotopów argonu: 36Ar, 37Ar, 39Ar i 40Ar. Na podstawie porównania z próbkami wzorcowymi oblicza się ilość potasu w badanej próbce.
W opracowanej w latach 60. XX w. metodzie próbkę stopniowo podgrzewa i na bieżąco określa proporcje izotopów argonu. Do podgrzewania stosuje się specjalne piece lub lasery. Zakłada się, że zanieczyszczenie atmosferycznym argonem bądź utrata argonu zachodzi z pobliża powierzchni próbki. Podczas podgrzewania w piecu, wcześniej ulatniają się gazy bliższe powierzchni próbki, a z jej głębi później. Użycie lasera umożliwia podgrzanie niewielkiego obszaru próbki, ekstrakcję wielu próbek argonu z małego ziarna minerału, określając "mapę rozkładu" argonu. Na podstawie zmian w trakcie podgrzewania próbki oblicza się skład próbki, gdyby nie była zanieczyszczonej.
Datowanie metodą Ar-Ar przyczyniło się do skorygowania wielu dat ustalonych wcześniej metodą K-Ar we wschodniej Afryce, czego przykładami są:
- przesunięcie wieku Zinjanthropusa do 1,98 miliona lat,
- skorygowanie do 1,88 miliona lat wieku szczątków wczesnych hominidów, znalezionych w rejonie Jeziora Turkana/Doliny Omo na granicy kenijsko-etiopskiej (określany wcześniej metodą K-Ar na ponad 2 miliony lat),
- wykazanie, że najwcześniejsze znane nam szczątki hominidów znalezione w Etiopii liczą sobie od 3,4 do 4,4 milionów lat[5].